# Jean Cabassu
Jean Cabassu (* 1. August 1902 in Marseille; † 29. November 1979 ebenda) war ein französischer Fußballspieler.

## Karriere
Cabassu begann 1917 im Alter von 15 Jahren, für Olympique Marseille als Mittelfeldspieler aufzulaufen. Mit dem Verein erreichte er ein Jahr nach dem Beginn seiner Laufbahn den Gewinn einer lokalen Meisterschaft und holte 1919 den Titel der Provence. 1920 kehrte er dem Klub den Rücken und wechselte zum FC Lyon, wo er allerdings mangels der Existenz von Profifußball im damaligen Frankreich wie zuvor in Marseille lediglich als Amateur auf dem Platz stand. Er hielt den Kontakt zu seiner früheren Station und lief in Freundschaftsspielen weiterhin für Marseille auf; 1921 kehrte er dorthin zurück.
Mit Olympique schaffte er den Einzug ins nationale Pokalfinale 1924, zählte bei der Partie zu den Elf Akteuren seiner Mannschaft und gewann aufgrund eines 3:2-Erfolgs gegen den FC Cette den ersten Titel seiner Karriere. Im selben Jahr verließ er Marseille erneut, als er zu Stade Français. Wie seine Zeit in Lyon endete auch der Aufenthalt bei dem Pariser Verein nach einem Jahr, nachdem er zuvor erneut Freundschaftsspiele für Marseille bestritten hatte.
1925 erfolgte Cabassus endgültige Rückkehr nach Marseille; er konnte dabei an den vorherigen Erfolg im Pokal anknüpfen, indem er sowohl 1926 als auch 1927 die Trophäe eroberte. Dem folgten nicht nur vier regionale Meistertitel, sondern im Jahr 1929 der Gewinn der französischen Amateurmeisterschaft, was damals dem nationalen Titel entsprach. 1931 beendete Cabassu mit 29 Jahren seine Laufbahn.